# James McNerney
Walter James "Jim" McNerney Jr. (sinh ngày 22 tháng 8 năm 1949) là một giám đốc kinh doanh, từng là chủ tịch (chairman) của Boeing cho đến ngày 1 tháng 3 năm 2016. Trước đây ông nắm giữ chức chủ tịch (president) và giám đốc điều hành của công ty từ tháng 6 năm 2005 đến tháng 7 năm 2015.